# Čerokézské písmo

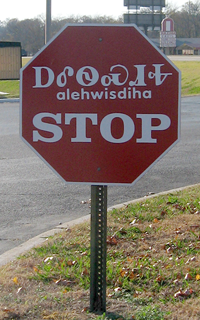
Značka stop v Tahlequah, Oklahoma

Čerokézské písmo je slabičné písmo užívané pro zápis čerokézštiny (spolu s latinkou). Písmo obsahuje 85 (původně 86) znaků, skládá se z šesti znaků symbolizujících samostatně samohlásky, zbytek jsou sylabogramy.
V roce 1821 písmo předložil radě náčelníků Sequoyah a záhy se stalo velmi populární. Sequoyah na písmu pracoval v předchozích letech, přičemž sám byl analfabet (neznal latinku), nicméně si uvědomil důležitost psaného jazyka. Tvarově se zřejmě inspiroval v latince, řecké alfabetě a cyrilici, nicméně vztahy mezi symboly a zvukem jsou odlišné.

## Tabulka
| a                  | e          | i          | o     | u     | v [ə̃] |
| ------------------ | ---------- | ---------- | ----- | ----- | ----- |
| Ꭰ a                | Ꭱ e        | Ꭲ i        | Ꭳ o   | Ꭴ u   | Ꭵ v   |
| Ꭶ ga, Ꭷ ka         | Ꭸ ge       | Ꭹ gi       | Ꭺ go  | Ꭻ gu  | Ꭼ gv  |
| Ꭽ ha               | Ꭾ he       | Ꭿ hi       | Ꮀ ho  | Ꮁ hu  | Ꮂ hv  |
| Ꮃ la               | Ꮄ le       | Ꮅ li       | Ꮆ lo  | Ꮇ lu  | Ꮈ lv  |
| Ꮉ ma               | Ꮊ me       | Ꮋ mi       | Ꮌ mo  | Ꮍ mu  | –     |
| Ꮎ na, Ꮐ nah, Ꮏ hna | Ꮑ ne       | Ꮒ ni       | Ꮓ no  | Ꮔ nu  | Ꮕ nv  |
| Ꮖ qua              | Ꮗ que      | Ꮘ qui      | Ꮙ quo | Ꮚ quu | Ꮛ quv |
| Ꮝ s, Ꮜ sa          | Ꮞ se       | Ꮟ si       | Ꮠ so  | Ꮡ su  | Ꮢ sv  |
| Ꮣ da, Ꮤ ta         | Ꮥ de, Ꮦ te | Ꮧ di, Ꮨ ti | Ꮩ do  | Ꮪ du  | Ꮫ dv  |
| Ꮬ dla, Ꮭ tla       | Ꮮ tle      | Ꮯ tli      | Ꮰ tlo | Ꮱ tlu | Ꮲ tlv |
| Ꮳ tsa              | Ꮴ tse      | Ꮵ tsi      | Ꮶ tso | Ꮷ tsu | Ꮸ tsv |
| Ꮹ wa               | Ꮺ we       | Ꮻ wi       | Ꮼ wo  | Ꮽ wu  | Ꮾ wv  |
| Ꮿ ya               | Ᏸ ye       | Ᏹ yi       | Ᏺ yo  | Ᏻ yu  | Ᏼ yv  |

## Historie

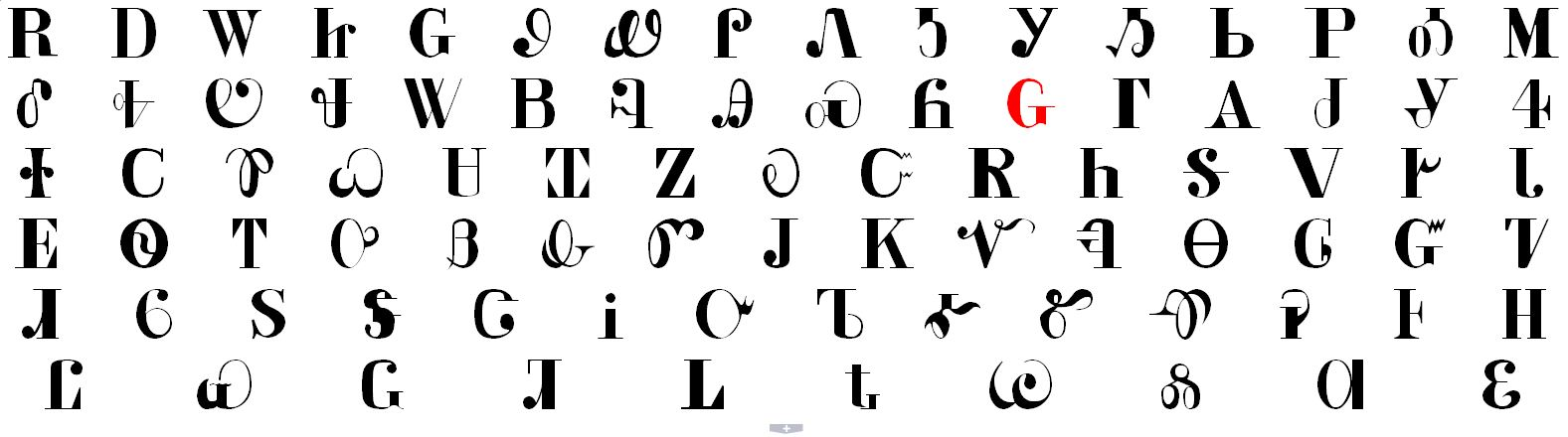
Původní pořádek osmdesáti šesti znaků po vytvoření, červeně zvýrazněn znak Ᏽ, dnes nepoužívaný

Sequoyah začal po vzoru psaných evropských jazyků přemýšlet o písmu pro jazyk Čerokíů v roce 1809. Nejprve uvažoval o vytvoření jednotlivých znaků pro slova (tedy o logografickém písmu). Posléze se dopracoval k systému slabičnému (logografické bylo příliš složité). Na začátku 20. let 19. století byl systém hotov. Stal se záhy velmi populární, již v roce 1825 většina Čerokíů dokázala novým písmem psát a číst ho.
V roce 1828 navrhl čerokézský spisovatel a editor Elias Boudinot reformu, při které byl vypuštěn 86. znak, podařilo se adaptovat tiskárny pro tisk čerokézštiny, poté mohl být představen první časopis Cherokee Phoenix tištěný čerokézsky a anglicky. S Boudinotem spolupracoval misionář Samuel Worcester, který se celý život věnoval vývoji čerokézského tisku, provedl v roce 1834 několik změn k větší čitelnosti písma (například převrátil znak Ꮩ do, pro lepší odlišitelnost od znaku Ꭺ go).